# Lucien Panisset
Compléments
Chevalier de la Légion d'honneur
Lucien-Adrien Panisset est un vétérinaire français né le 26 juillet 1880 à Paris et mort le 14 mars 1940 à Saumur, qui fut professeur de maladies contagieuses à l’École nationale vétérinaire de Lyon, puis à l’École nationale vétérinaire d’Alfort.

## Biographie
Lucien Panisset fit ses études secondaires au collège Chaptal à Paris et entra à l’École nationale vétérinaire d’Alfort en octobre 1897. En 1903, il devint répétiteur auxiliaire à la chaire de chimie, physique et pharmacie dirigée par la professeur Adam à Alfort. En 1904, il fut nommé chef de travaux stagiaire à la chaire de pathologie des maladies contagieuses dirigée par le professeur Henri Vallée. Il quitta provisoirement Alfort en 1905 pour devenir vétérinaire inspecteur de Paris et du département de la Seine et fréquenta le laboratoire de Maurice Nicolle, à l’Institut Pasteur.
En 1908, au décès du professeur Galtier de l’École vétérinaire de Lyon, il retourna à l’enseignement qu’il avait quitté à regret, en intégrant la chaire de maladies contagieuses de L’École de Lyon. En 1920, il revint à l’École d’Alfort en succédant à son maître le professeur Henri Vallée qui venait de choisir de se consacrer exclusivement à la direction du Laboratoire central de recherches vétérinaires d’Alfort. Il y resta jusqu’à la mobilisation de 1940 qui le vit rejoindre la place de Saumur où il décéda le 14 mars 1940.

## Œuvres et publications
L’essentiel des travaux de Lucien Panisset a porté sur des maladies contagieuses animales, en particulier la tuberculose. Il en a effectué la publication dans différentes revues francophones : Annales de l’Institut Pasteur, Recueil de médecine vétérinaire, etc.  Il a également fait œuvre de vulgarisateur en créant des revues comme L’hygiène de la viande et du lait (en 1907, avec Martel et Césari), Les Cahiers de médecine vétérinaire (en 1928, avec Francis Billon et Léon Launoy et en collaborant, depuis sa fondation en 1903 par Emmanuel Leclainche, à la Revue générale de médecine vétérinaire dont il assura la direction à partir de 1912.
Il a publié plusieurs ouvrages, en particulier, avec Courmont le Précis de microbiologie des maladies infectieuses des animaux, avec Henri Vallée Les tuberculoses animales, et, seul : Les maladies infectieuses des animaux transmissibles à l’Homme, La lutte contre la tuberculose bovine en France, et le Traité des maladies infectieuses des animaux domestiques.

## Sociétés, académies, distinctions
Lucien Panisset a été auditeur au Conseil supérieur d’hygiène publique de France, membre du Conseil supérieur de l’élevage, membre du Comité consultatif des épizooties, membre du Comité consultatif vétérinaire au ministère de la Guerre, délégué à l’Office international des épizooties.
Élu membre de l’académie vétérinaire de France en 1926, il en était en 1938-1939 le vice-président.
Il était chevalier de la Légion d’Honneur, officier du Mérite agricole et officier de l’Instruction publique.

## L’homme
« D’un abord très froid, L. Panisset cachait, sous une attitude apparemment hautaine, une sensibilité très vive dont les manifestations pouvaient être très diversement interprétées. À sa distinction physique s’alliait une distinction intellectuelle indiscutable, faite d’une intelligence perspicace au service de la meilleure mémoire. Son verbe était concis, précis, élégant, reflet fidèle de son attitude, de son esprit méthodique et lucide… Maître incontesté, Panisset était, en outre, conférencier brillant et agréable. Les nombreuses générations d’élèves qui écoutèrent ses leçons lui savent gré de sa simplicité didactique, fruit d’un lourd labeur et d’une longue expérience de la jeunesse si sensible aux qualités d’ordre et de clarté » .

## Ouvrages de L. Panisset
- Courmont J. et Panisset L. Précis de microbiologie des maladies infectieuses des animaux. Doin O. et fils, éd., Paris, 1914. 1054 p.
- Vallée H. et Panisset L. Les tuberculoses animales. Doin O. et fils, éd., Paris, 1920. 528 p.
- Panisset L. Les maladies infectieuses des animaux transmissibles à l’Homme. Vigot frères éd., Paris, 1938. 114 p.
- Panisset L. La lutte contre la tuberculose bovine en France. Les bases actuelles de la règlementation. Tuberculine et tuberculination. Règlementation. Vigot frères éd., Paris, 1936. 130 p.
- Panisset L. Traité des maladies infectieuses des animaux domestiques. Vigot frères éd., Paris, 1938, 562 p.